# 仁和地区
仁和地区是中华人民共和国北京市顺义区下辖的一个地区办事处，同时保留仁和镇名称，其行政事务机构实行“一套人马，两块牌子”的体制，地区办事处与镇政府合署办公。

## 地理
仁和地区位于顺义区西部，东临南彩镇、李遂镇，南界李桥镇，西与南法信地区、天竺地区以及首都国际机场接壤，北与马坡地区接界。

## 行政区划
仁和地区下辖1个社区和14个行政村：
太阳城第一社区、鼎顺嘉园社区、港馨家园东区社区、太阳城第二社区、太阳城第三社区、石各庄村、前进村、复兴村、太平村、沙坨村、河南村、胡各庄村、塔河村、米各庄村、窑坡村、陶家坟村、平各庄村、北兴村和临河村。